# 쿠로사와 아키라와 로스 프리모스
쿠로사와 아키라와 로스 프리모스(일본어: 黒沢明とロス・プリモス, 영어: Akira Kurosawa & His Los Primos)는 일본의 무드 가요 그룹이다.
1961년 라틴 코러스 그룹으로 결성되었으며, 1965년 모리 쇼지를 영입해, 이듬해 크라운 레코드에서 발표했던 데뷔곡 〈러브 유 도쿄〉로 큰 사랑을 받았다. 1968년 정식으로 처음 집계된 오리콘 차트 창간호(1월 4일자)에서 2주 연속 1위를 차지하며, 오리콘 싱글 차트 최초의 1위 그룹이 되었고, 그해 발표했던 여덟 번째 싱글 〈황혼의 긴자〉(たそがれの銀座)로 홍백가합전에 출전했다.
1969년부터 1978년까지 빅터 레코드로 이적해 활동했고, 1979년 크라운 레코드로 다시 복귀하지만, 이듬해 그룹의 리더였던 쿠로사와가 콘서트 도중 쓰러져서 그대로 은퇴했다. 이후엔 모리 쇼지가 리더 자리를 이어 받은 상태로, 그룹 이름을 로스 프리모스로 변경해 활동했다. (모리 쇼지의 로스 프리모스는 2010년, 모리가 죽은 지 1년 뒤까지 활동했고, 이후 나가야마 코지가 영입돼 나가야마 코지와 로스 프리모스로 활동하고 있다.)